# ساکسون (جزایر فارو)
ساکسون (به لاتین: Saksun؛ به دانمارکی:Saksen) روستایی در جزایر فارو است که در استرومو واقع شده‌است. ساکسون ۹ نفر جمعیت دارد.

## نگارخانه

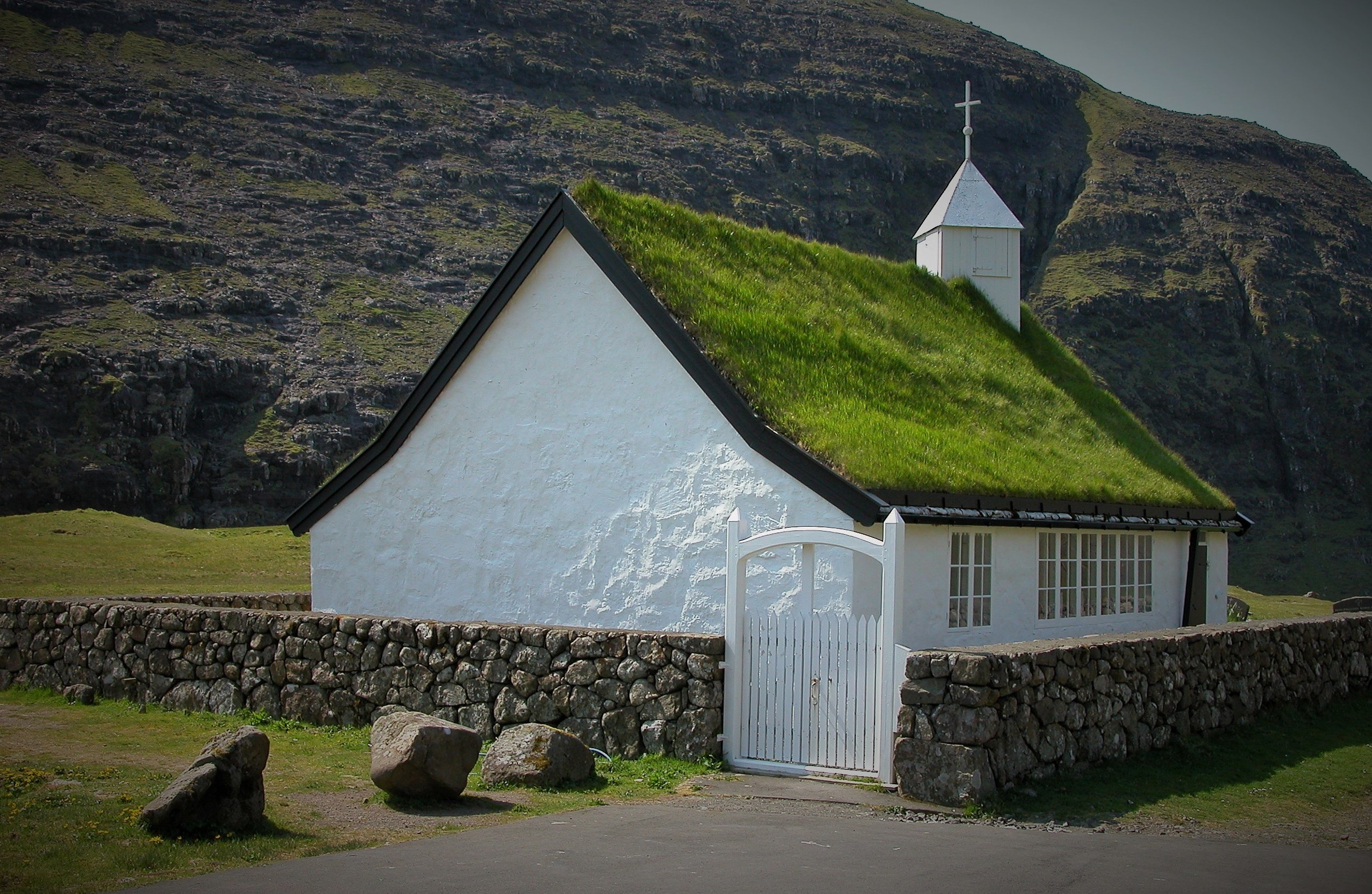
کلیسا.
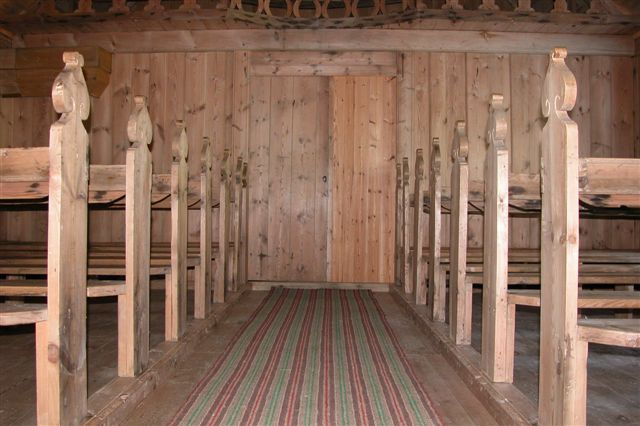
ورودی کلیسا
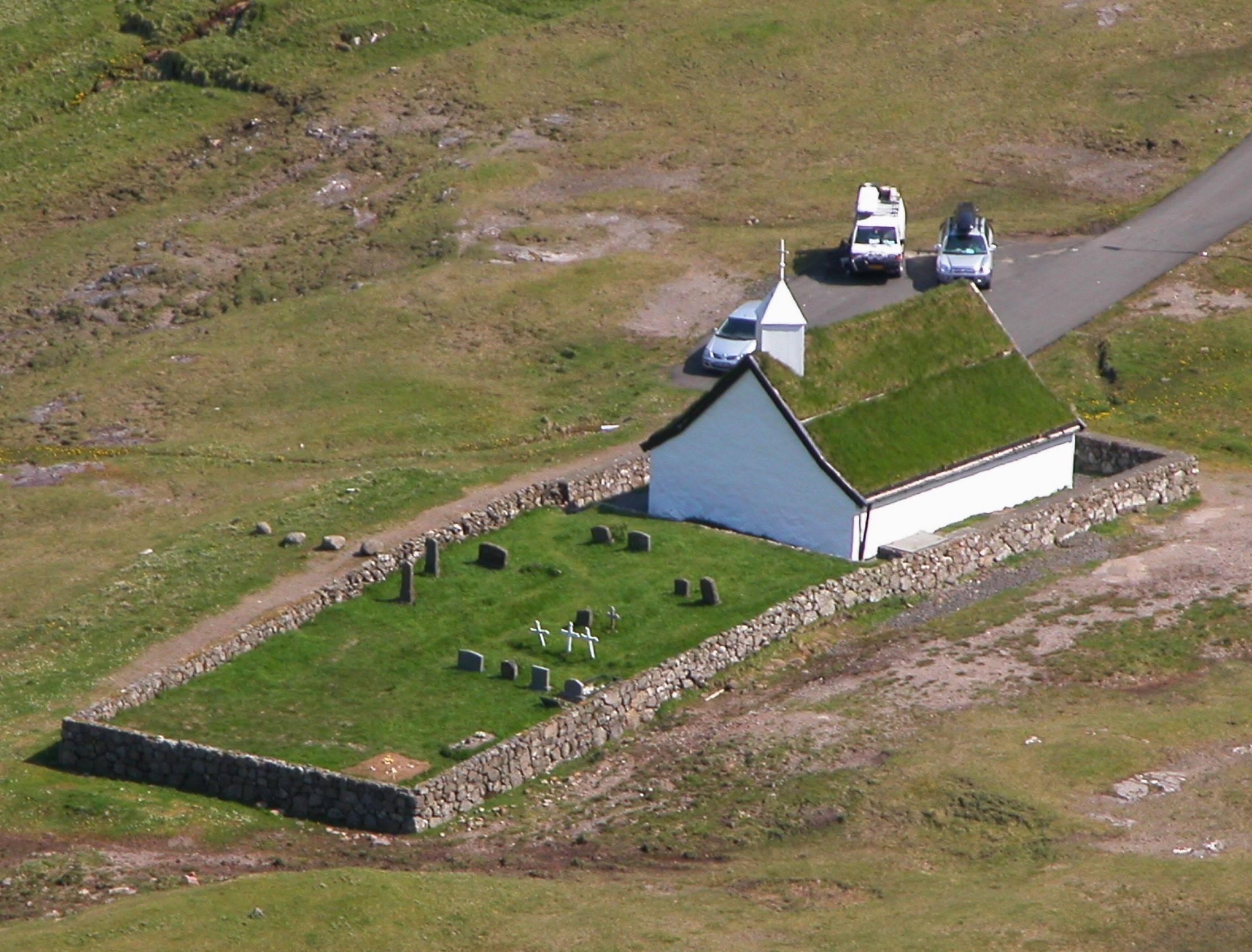
کلیسا
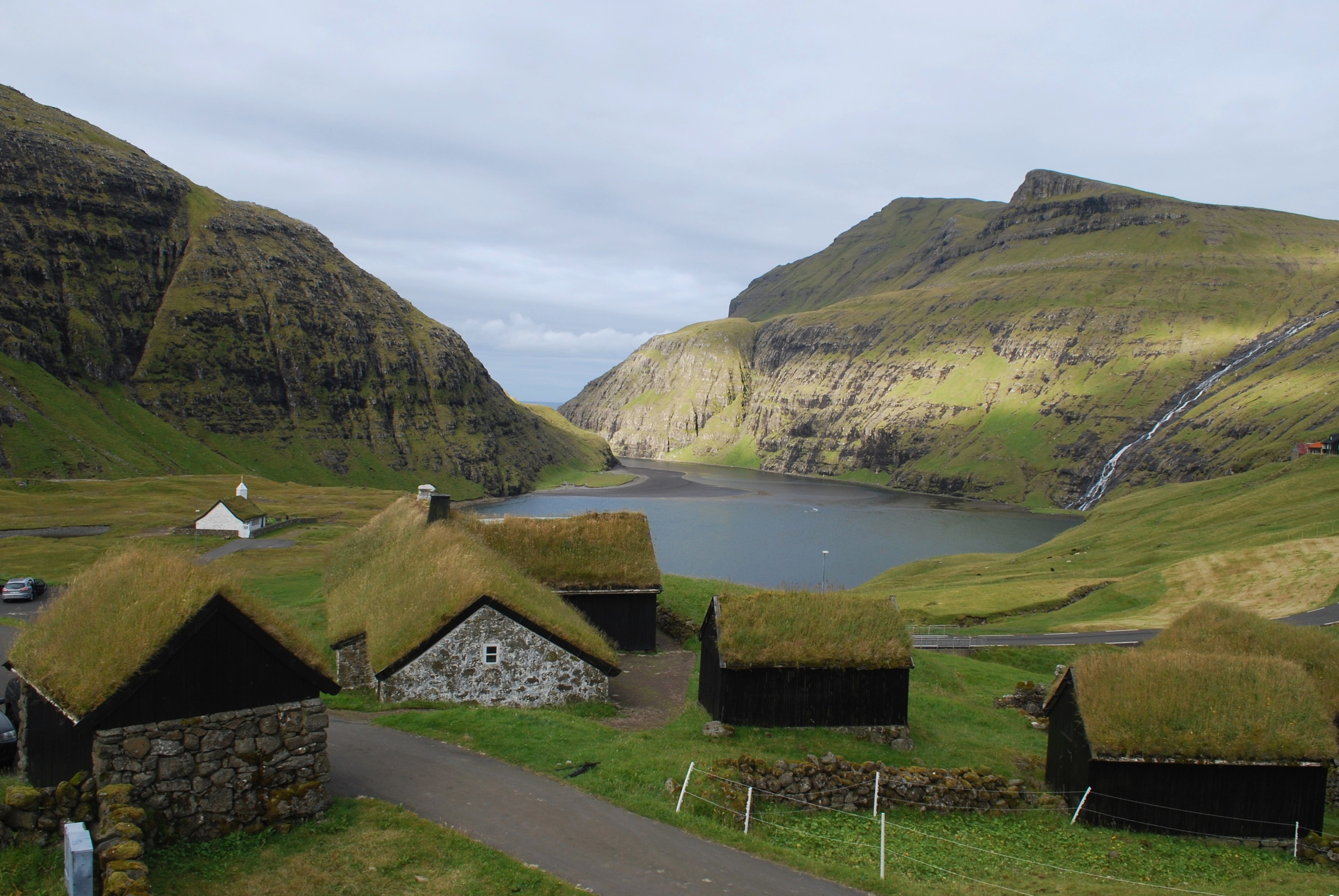
مزرعه قدیمی
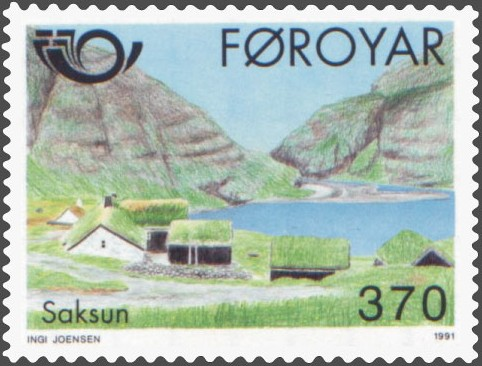
Saksun, Postverk Føroya
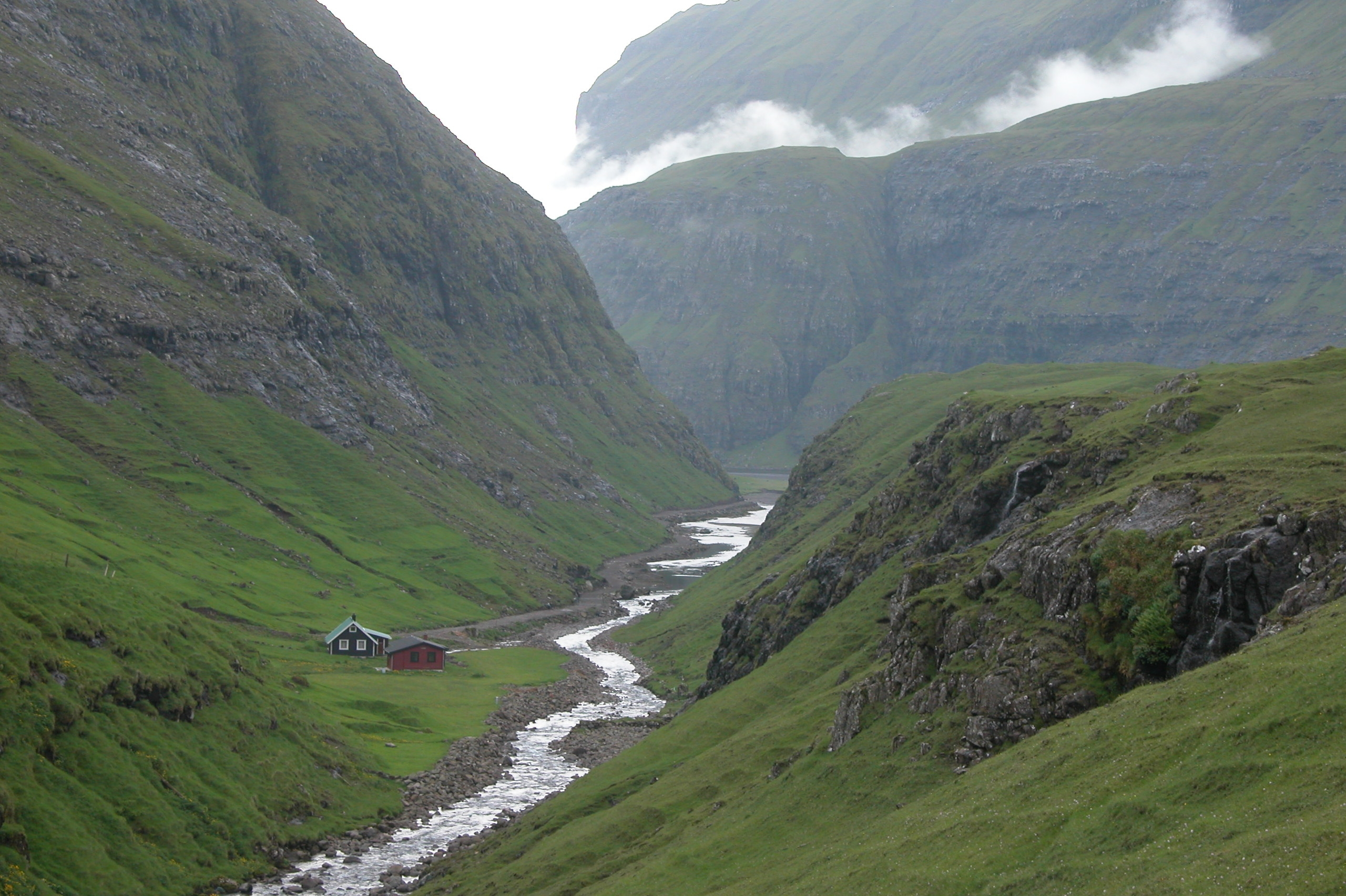
Down to the beach
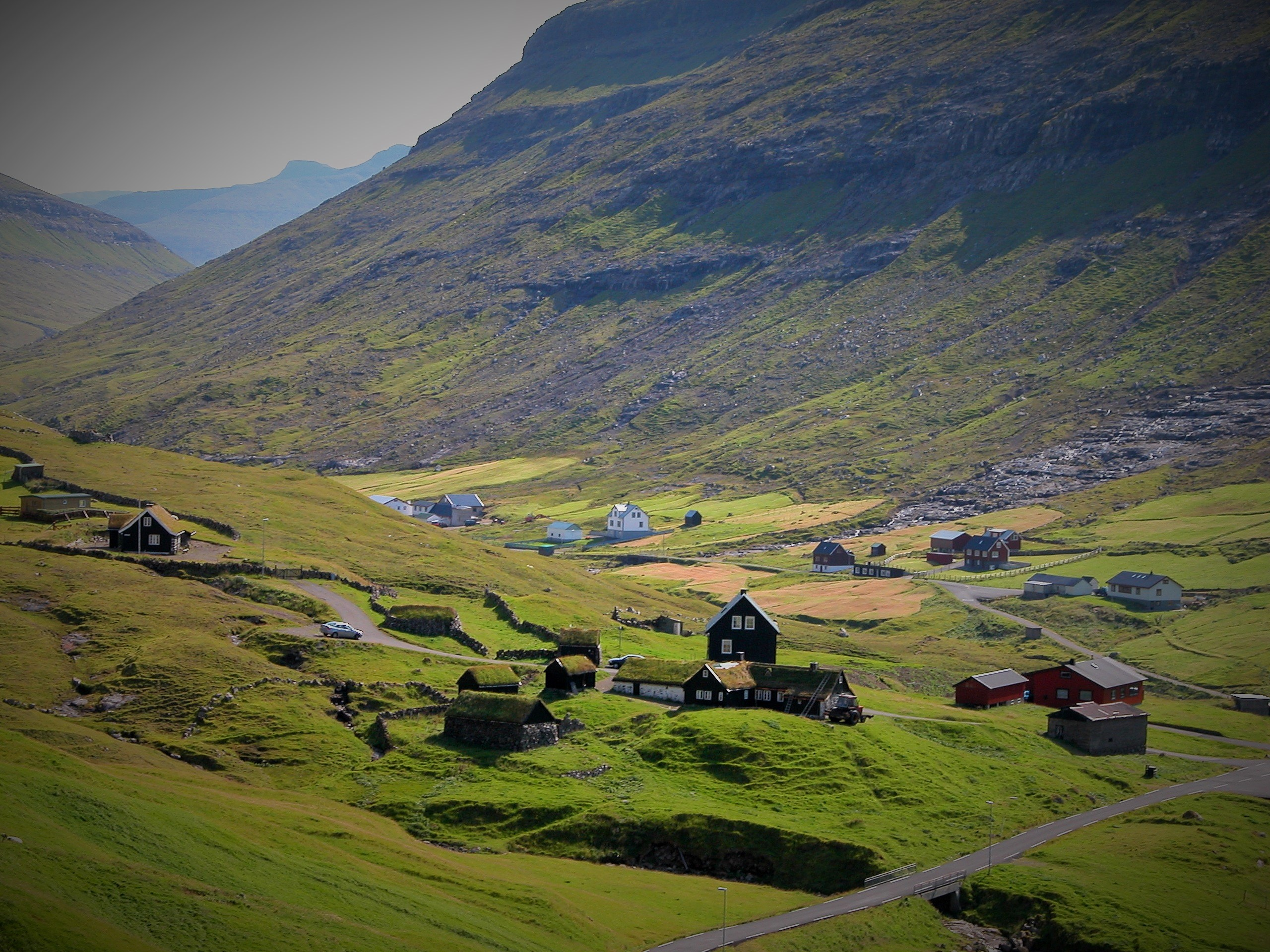
ساکسون
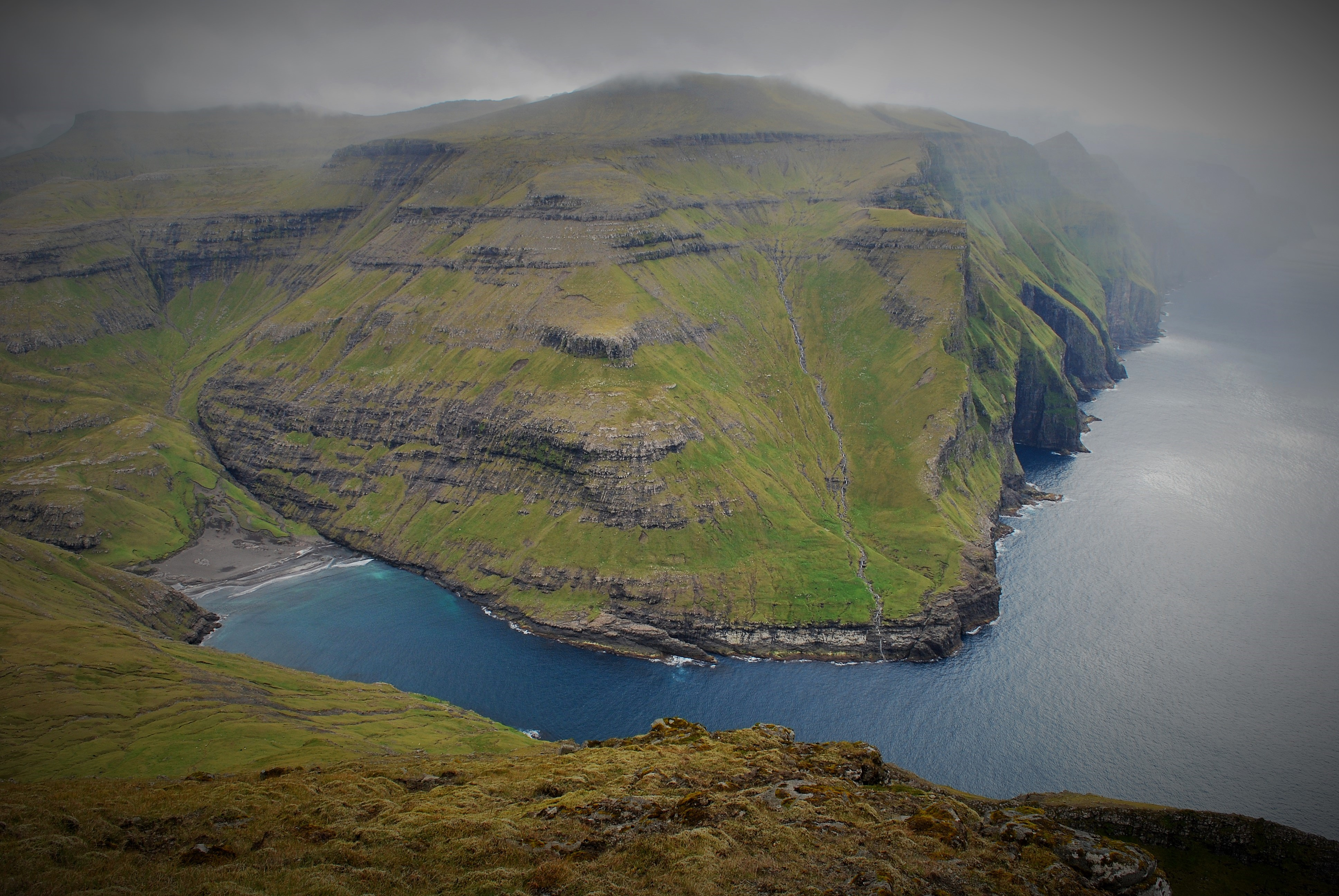
ساحل غربی
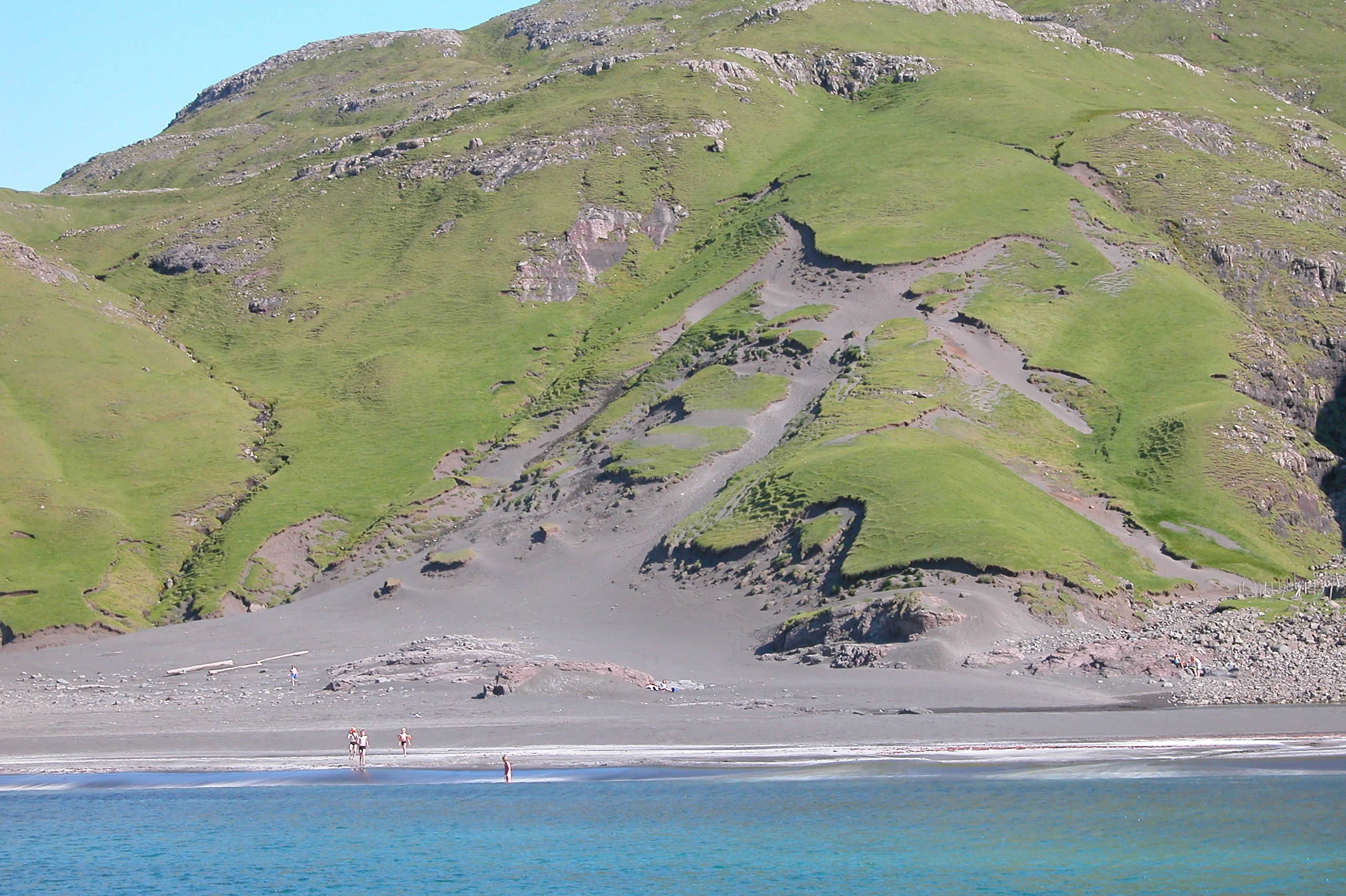
ساحل